# Rómulo Betancourt
Rómulo Ernesto Betancourt Bello (Guatire, 22 de fevereiro de 1908 — Nova Iorque, 28 de setembro de 1981) foi um dos mais importantes políticos venezuelanos do século XX. Exerceu funções de presidente da Venezuela entre 1945 e 1948 e entre 1959 e 1964.

## Carreira
Betancourt chegou ao poder, pela primeira vez, mediante um golpe de estado que derrubou o presidente Isaías Medina Angarita em 1945. Em 1958, ele novamente chegou ao poder, mas, desta vez, pelo sufrágio popular. Em 1960 foi vítima de um atentado. 
Casou-se, em primeiras núpcias, com Carmen Valverde, durante um de seus exílios na Costa Rica. Posteriormente, após ter deixado a presidência pela segunda vez, casou-se com Renée Hartmann.
É reconhecido como um dos mais importantes políticos venezuelanos do século XX. Sua participação na política venezuelana começou em 1927/8. Como líder estudantil, liderou, junto com outros jovens de destaque da época, a primeira manifestação popular contra a ditadura de Juan Vicente Gómez. Betancourt foi um dos mais conhecidos opositores clandestinos do gomecismo, condição que lhe custou o exílio do país até a morte do ditador. Entre 1931 e 1935 foi membro do Bureau Político do Partido Comunista da Costa Rica. Posteriormente, foi expulso durante os governos de Eleazar López Contreras e pelos governos militares que assumiram o poder de 1949 a 1958.
Em 1941, junto com outros líderes proeminentes da esquerda política venezuelana, ele fundou o partido Ação Democrática, que logo se tornou o primeiro partido político do país até o final do século.
Em 1945, devido à recusa do governo de Isaías Medina Angarita em legalizar as eleições populares para presidente, juntou-se ao golpe político-militar de 18 de outubro, a fim de estabelecer um governo de transição que garantisse a constituição de vários decretos, uma lei eleições livres e de emergência nos próximos anos para o presidente da nação. Um dia após a derrubada de Medina, em 19 de outubro, foi nomeado presidente provisório da Junta do Governo Revolucionário, composta por civis e militares. Os principais objetivos do governo de transição eram: estabelecer o sufrágio gratuito, direto, universal e secreto, conceder garantias plenas aos partidos políticos, combater a corrupção administrativa e aliviar o custo de vida. Seu primeiro mandato terminou em 15 de fevereiro de 1948, após a eleição de Rómulo Gallegos.
Em 1958 voltou ao país após a queda do ditador Marcos Pérez Jiménez. Em novembro daquele ano, ele anunciou sua candidatura para a presidência da República, com o apoio da Acción Democrática. Em 07 de dezembro, ele foi eleito presidente com mais de 49% dos votos. Em 13 de fevereiro de 1959 ele assumiu o cargo. Seu segundo governo foi caracterizado por uma abertura para a estabilização da democracia venezuelana, a promulgação de uma nova Constituição, a reforma agrária, o desenvolvimento da indústria do petróleo na Venezuela com sua adesão à Organização dos Países Exportadores de Petróleo (OPEP), o forte investimento no setor de educação e a cessação de relações com governos ilegítimos ou ditatoriais em todo o mundo, conhecida como doutrina de Betancourt. Da mesma forma, ele teve que enfrentar ataques de guerrilhas internas e externas, greves trabalhistas, tentativas de golpe e tentativas de assassinato financiados por ditadores latino-americanos.
O fim de seu mandato presidencial em 1964 marcou o início de uma era de governos democráticos. Atualmente, alguns historiadores venezuelanos chamam Betancourt de "pai da democracia venezuelana".